# Oscar Filho
Oscar Filho, nome artístico de Oscar Francisco de Moraes Junior (Atibaia, 22 de agosto de 1978), é um apresentador, ator, repórter, humorista, escritor, colunista e empresário brasileiro duas vezes indicado ao Grande Prêmio do Cinema Brasileiro No humor desde 2003, é reconhecido como um dos precursores do movimento do stand-up comedy no Brasil em 2005 fundando o Clube da Comédia Stand-Up, responsável pelo movimento inicial em São Paulo. Estreou seu solo de stand-up, "Putz Grill..." em 2008, permanecendo em cartaz por 11 anos e ainda o lançou em um álbum em 2022. Além de ter participado de inúmeros programas e documentários sobre stand-up na TV e internet. Escreveu seu primeiro livro, Autobiografia Não Autorizada em 2014 com prefácio de Danilo Gentili que deu origem ao seu segundo solo de stand-up intitulado Alto - Biografia Não Autorizada em 2020.
Estreou na TV em 2008 com o programa CQC - Custe o Que Custar, na Band. Em canais fechados, fez um especial de stand-up para o canal Comedy Central, participou do reality show de sobrevivência Desafio Celebridades no Discovery e de sitcoms no canal Multishow como Aí Eu Vi Vantagem e quatro temporadas do Xilindró. De volta à TV aberta, participou do programa Tá no Ar, na Globo, da quarta temporada do Dancing Brasil na RecordTV, da série documental Era Uma Vez Uma História na Band e co-apresentou o Programa da Maisa no SBT e na FOX. Em 2022 terminou as filmagens da série Marcelo Marmelo Martelo com produção da Paramount+ além de participar do filme Rir pra não Chorar, de Cibele Amaral. Em 2022, lançou uma linha de vinhos, o Putos - Tinto, Branco e Rosé. Em 2023, participou do filme Escola de Quebrada indicado ao Emmy Internacional 2024 com produção da Paramount+ e KondZilla e da série infantil Marcelo Marmelo Martelo com produção da Coiote veiculado na Paramount+ e Nickelodeon.

## Carreira

### 1991: Início no teatro amador
Oscar Filho começou a vida artística no teatro amador em 1991, aos 13 anos em sua cidade natal, Atibaia, no grupo de teatro infantil chamado Estar Feliz, da educadora Isis Gonçalves. Logo após, montou um grupo chamado O Rato Não Era Aquele produzindo a peça Desculpem, Acho Que Entrei Na Peça Errada... entre outras.
Em 1996, aos 18 anos, ganhou o primeiro lugar no 12° Concurso de Contos e Poesias de Atibaia com o conto O Baú representando a cidade no Mapa Cultural Paulista em 1997, além de integrar a Oficina dos Menestréis, de Deto Montenegro no Teatro Dias Gomes, em São Paulo.

### 2000-2004: Início de carreira
Em 2000 mudou-se para a capital paulistana para iniciar seus estudos nas artes cênicas e formou-se em 2003 pelo INDAC - Instituto de Arte e Ciência. No mesmo ano, atuou em diversas peças entrando em cartaz no TBC - Teatro Brasileiro de Comédia e também na peça A Matéria dos Sonhos, de Fábio Torres, indicada a 3 prêmios.
Em 2002, trabalhou como mímico na CET ensinando as pessoas a atravessarem a rua.
Em 2003 começou a trabalhar no humor por acaso e formou o grupo OsCretinos apresentando-se até 2005 em vários teatros de São Paulo, inclusive com o grupo Terça Insana.

### 2005: Início nostand-up comedy
Um dos membros fundadores do Clube da Comédia Stand-Up, em São Paulo em 2005, participou de diversos shows e festivais de humor pelo Brasil como o Risadaria, Terça Insana e Nunca se Sábado em São Paulo, Risorama (Festival de Humor de Curitiba) e Comédia em Pé no Rio de Janeiro.

### 2006: Primeiro audiolivro destand-up comedy
Lançou nacionalmente um audiolivro com suas histórias cômicas junto com o Clube da Comédia Stand-Up.
Ainda neste ano, participou do primeiro projeto de humor stand-up patrocinado por uma empresa em diversos bares de São Paulo. A jornalista Marcela Besson, da Veja São Paulo destacou:
| “ | Morra de rir: da impagável participação de Oscar Filho. Cheio de trejeitos, ele é o ponto alto do show. | ” |

### 2008-2019: "Putz Grill..." - primeiro solo destand-up comedy
Em junho de 2008 estreou o seu show solo Putz Grill... em Florianópolis no Teatro Álvaro de Carvalho em duas sessões lotadas começando sua turnê pelo país. Em 2009, participou da 1ª Mostra de Humor Stand Up Comedy do Teatro Castro Alves, em Salvador. No dia 13 de março de 2010 estreou na cidade de São Paulo no Teatro Frei Caneca. Logo depois esteve em cartaz na cidade de Campinas por 2 anos seguidos, terminando sua segunda temporada em 2013.
Em 2011 recebeu o 10.º Prêmio Jovem Brasileiro na categoria melhor solo de stand-up comedy do Brasil. Em 2012 atingiu a marca de 500 mil espectadores vendo o show e inicia uma temporada que se estenderia por seis anos no Teatro Gazeta, em São Paulo além de inaugurar o Teatro Municipal de Pederneiras.
Em 2015, esteve em cartaz em curta temporada no Teatro Clara Nunes, no Rio de Janeiro. Em 2018 inicia uma temporada de ano inteiro no Teatro MorumbiShopping comemorando 10 anos em cartaz e é eleito o melhor show de stand-up de São Paulo no Melhores do Teatro de 2017. Em 2019 reestreou no mesmo teatro onde ficou em cartaz até agosto do mesmo ano.

### 2008-2014: CQC - Custe o Que Custar
Foi contratado pela Band em fevereiro de 2008 para integrar o quadro de repórteres do programa CQC - Custe o Que Custar a partir de suas apresentações de stand-up comedy como cita o jornal O Estado de S. Paulo. O apelido do humorista no programa era Pequeno Pônei.
Em 2009 inaugurou a afiliada da Band em Manaus com um show de stand-up comedy para funcionários da empresa com a presença do presidente do Grupo Bandeirantes, João Carlos Saad, e do prefeito de Manaus, Amazonino Mendes.
Em 2011 virou desenho do Maurício de Souza num gibi da Turma da Mônica. No mesmo ano, ele e sua equipe foi conduzida à delegacia por usar uma farda policial em uma das gravações.
Em 2012 sua imagem foi usada como propaganda eleitoral sem sua autorização por um candidato a vereador em Unaí, Minas Gerais.

#### Matérias em destaque
Já em sua primeira matéria, antes da estreia do programa, o repórter se indispôs com o cineasta Hector Babenco num evento em São Paulo. Babenco deu uma entrevista para uma revista dizendo que não haveria ator brasileiro que se comparasse com o ator mexicano Gael Garcia Bernal. O repórter, então, perguntou:
| “ | Como o senhor se sentiria se dissessem que não há diretor argentino, naturalizado brasileiro, que chegue aos pés de Fernando Meirelles? | ” |

Depois de Babenco o chamar de "bolha", o repórter tomou uma revistada. Esta cena se tornou chamada para a estreia do programa aumentando a curiosidade sobre o que seria o CQC.
No mesmo ano, entrevistou Pilar del Río e José Saramago em evento em São Paulo. Essas imagens foram usadas no documentário José & Pilar do realizador português Miguel Gonçalves Mendes.
Em 2010, seu grande destaque foi a matéria que fez em Buenos Aires durante a 19.ª Copa do Mundo no jogo entre Argentina e Nigéria. O repórter e sua equipe foram para um bar onde vários torcedores estavam vendo o jogo, e, com um controle remoto universal, desligava a TV nos momentos mais tensos como faltas e chutes à gol. A matéria teve grande repercussão nacional. Em julho do mesmo ano, Oscar Filho entrevistou o ator Tom Cruise por sua passagem no Brasil para a divulgação do filme Encontro Explosivo. Na ocasião, o repórter presenteou o ator com uma camiseta da seleção brasileira escrita "Tomzinho". Essa imagem foi reproduzida em jornais e sites do  mundo todo.
Nas eleições de 2014, o repórter foi acompanhar a votação do apresentador Silvio Santos. O repórter baixou as calças para conversar com o apresentador em alusão a um vídeo que se tornou viral do apresentador deixando suas calças caírem durante as gravações do Programa Silvio Santos e teve as pernas apalpadas por Silvio Santos.

#### Campanha Não Foi Acidente
Em 2012, Oscar Filho abraçou pessoalmente a campanha Não Foi Acidente, idealizado por Rafael Bastresca depois de perder um amigo, Vitor Gurman, atropelado pela nutricionista Gabriella Guerrero Pereira, em cima da calçada que estava embriagada ao voltante. A campanha tinha o objetivo de tornar as leis de trânsito mais severas transformando causadores de acidentes embriagados em crime doloso. O movimento visava conseguir 1 milhões e 300 mil assinaturas para que a petição fosse aprovada no congresso. Com a repercussão da matéria, o repórter foi convidado para participar do Fórum sobre uso abusivo do álcool no trânsito que foi realizado na sede da Associação Paulista de Medicina em abril ao lado de Rafael Baltresca e outros convidados. O CQC continuou com a campanha em 2013. Em outubro de 2017, a Justiça livrou Gabriella Guerrero Pereira que atropelou e matou Vitor Gurman de júri popular.

#### Cadeia de Favores
Em 2014, o repórter apresentou a terceira edição do quadro Cadeia de Favores, que busca o engajamento de anônimos, artistas, empresários e celebridades em causas sociais. Este ano, a atração arrecadou fundos e doações para equipar uma escola da comunidade ribeirinha de Ponta Alegre, zona rural do município de Curralinho, na Ilha de Marajó, no Pará. Na região estão os mais baixos índices de desenvolvimento humano do Brasil, e a inciativa buscou ampliar a perspectiva de centenas de crianças e jovens com a construção de uma biblioteca, fornecimento de energia elétrica e implementação de uma sala de informática. Várias cidades brasileiras ajudaram na matéria.

#### Destaques no PROTESTE JÁ
Em 2011, o repórter assumiu o quadro Proteste Já.
Março de 2011 (agressão): Em sua primeira matéria apresentando o quadro, foram atacados por um entrevistado que fraturou o nariz do produtor do programa.
Maio de 2012: O CQC denunciou a degradação ambiental no Matadouro Público, no Açude Itaurandi e no Lixão do povoado de Lajinha em Conceição do Coité, Bahia.
Outubro de 2012 (agressão): Durante o primeiro turno das eleições presidenciais, o humorista e a equipe do programa foram atacados por militantes ligados ao ex-deputado José Genoino (PT), na saída da votação. Em seguida, Oscar Filho foi agredido por dois socos no rosto pelo advogado e então membro da comissão de ética do PT, Danilo Camargo.
Agosto de 2013: O repórter investigou caso de nepotismo na cidade de Joanésia, no Vale do Rio Doce em Minas Gerais. Segundo a colunista, da Folha de S.Paulo, Keila Jimenez, os servidores públicos teriam tomado o microfone das mãos do humorista e ainda danificaram a câmera usada pela equipe. Por causa das agressões, a emissora acionou a polícia.
Outubro de 2013: O infanticídio de 115 bebês na maternidade da cidade de Caxias, interior do Maranhão é denunciado por Oscar Filho no Proteste Já. O então prefeito, Léo Coutinho (PSB), entrou com uma ação contra o repórter que foi absolvido no processo.
Outubro de 2013: O repórter investigou o esquema do então governador do Distrito Federal, Agnelo Queiroz (PT), na Internet, montado com dinheiro público.
Novembro de 2013: O repórter denunciou o esquema de merenda escolar superfaturada na cidade de Vinhedo.
Fevereiro de 2014 (agressão): Durante as investigações sobre as acusações de que o prefeito de Esperantina, Lorival Bezerra (PSDB) estava cobrando propina da empresa responsável pelo fornecimento da merenda escolar, o humorista foi agredido junto de sua equipe durante as filmagens no Piauí.
Maio de 2014: Após uma matéria veiculada sobre o prefeito de Lagoa Santa, Minas Gerais, Fernando Pereira, que era acusado de acúmulo de salários, e de seu secretário de desenvolvimento urbano, Marco Aurélio, acusado de tráfico de influência e desvio de verbas, o Jornal Diferente publicou uma matéria assinada por um suposto jornalista chamado Elvis Pereira. Nela, Pereira inventou um pedido de desculpas por parte do CQC. Oscar Filho voltou para a cidade para averiguar a nota falsa. A matéria ficou famosa por Elvis Pereira ter fugido correndo a pé do repórter pela cidade. Após Elvis Pereira processar o repórter, em junho de 2017, o falso jornalista foi preso por falsidade ideológica e estelionato.
Junho de 2014 (agressão): Matéria sobre o desvio de merenda escolar na cidade de Batatais, interior de São Paulo, onde Oscar Filho foi agredido pela vereadora Marilda Covas, do PSDB.

### 2012-2014: Apresentação do CQC ao vivo e demissão
Em 2012, com a polêmica saída do humorista Rafinha Bastos no ano anterior, Oscar Filho, depois mostrar bom rendimento no programa especial de Dia das Crianças, assumiu a bancada apresentando o programa ao vivo ao lado de Marcelo Tas e Marco Luque durante dois anos na TV e na internet. Mais tarde, classificou a polêmica piada de Rafinha Bastos como "Piada de sexta série"
No fim de 2013 é anunciada sua saída da bancada do programa. A jornalista Keila Jimenez, da Folha de S.Paulo, comentou sobre a saída do humorista da bancada do programa com uma matéria com o título: "Fora da bancada do 'CQC', Oscar Filho apela a site de ofertas para promover seu show". O humorista ironizou a jornalista pela descoberta de sua "falência" em texto em seu blog:
| “ | Ei Keila Jimenez, não tá fácil mesmo! Saí da bancada, meu salário foi cortado pela metade e, por causa da depressão, tenho gasto minha grana em prostíbulos da pior espécie. | ” |

#### Repercussão pós saída do programa
O humorista escreveu uma divertida carta de despedida do programa sendo elogiado pela coragem em como lidou com a demissão.
Ainda em 2014, o humorista foi sondado por várias emissoras de TV, sendo uma delas o SBT, onde chegou perto de trabalhar como repórter de um jornal mais arrojado aos moldes do CQC.
Em 2015, Silvio Santos brincou com a condição de desempregado do humorista e ofereceu emprego temporário para Oscar Filho no SBT. No mesmo ano, a justiça acionou Léo Coutinho, então prefeito do município de Caxias, interior do estado do Maranhão, por morte de quase 150 bebês na maternidade da cidade. A denúncia do infanticídio foi feita a partir da reportagem do quadro Proteste Já, do CQC, em novembro de 2014.
Na comemoração de 10 anos do início do CQC em 2018, Oscar Filho disse que só teve a real noção do que foi o programa depois que ele saiu e revelou que soube de demissão do CQC minutos antes de entrar no ar ao vivo. No mesmo ano, teve sua imagem usada como propaganda eleitoral pelo presidente Jair Bolsonaro durante sua campanha presidencial.
Em 2020, em entrevista ao programa Pânico na rádio Jovem Pan, o humorista revelou que só voltaria ao CQC como apresentador.

### 2014: Primeiro Livro
Em 3 de abril de 2014, Oscar lançou o seu primeiro livro na Livraria Saraiva do Shopping Eldorado em São Paulo: Autobiografia Não Autorizada. A obra narra, de um ponto de vista cômico, acontecimentos que marcaram a vida do humorista, desde o seu nascimento. Vários sites e portais de notícias como Folha de S.Paulo, UOL e Terra cobriram o evento. Questionado sobre a razão de alguém com 35 anos lançar um livro autobiográfico, o humorista defendeu as histórias de seu livro de humor:
| “ | Todas são engraçadas, coisas divertidas da minha vida. Se vermos pelo ponto de vista tradicional, não seria tão interessante porque não tenho muito da minha vida para contar. Mas como sou humorista, busco esse lado engraçado. | ” |

Além da ampla cobertura da imprensa, algumas celebridades como Mônica Iozzi e amigos de Oscar Filho estiveram no lançamento do livro. O autor brincou e se disse surpreso por ter conseguido escrever um livro sozinho.
No dia seguinte, 4 de abril, começou a 5ª edição do que seria poucos anos mais tarde, o maior festival de humor do mundo, o Risadaria. Foi neste evento que Oscar Filho continuou com o lançamento do seu livro num show gratuito com posterior noite de autógrafos no Conjunto Nacional em São Paulo.
No dia 6 de maio, Oscar Filho também começa a sua divulgação nacional pela TV, sendo o programa A Máquina, apresentado por Fabrício Carpinejar, o primeiro a divulgar. Também esteve divulgando seu livro nos programas Todo Seu, apresentado por Ronnie Von, Programa Silvio Santos, Programa do Porchat e Mariana Godoy Entrevista além de ter percorrido algumas cidades pelo país como Goiânia, Campinas, Curitiba e Rio de Janeiro.
No mesmo ano, doou exemplares de seu livro para a biblioteca municipal de sua cidade natal, Atibaia.
Em 2017, em entrevista para o Programa do Porchat, revelou algumas de suas histórias contidas no livro como ser sido atropelado por uma carroça.
Em 2018 participou do projeto Leitura no Vagão doando exemplares de seus livros para o incentivo à leitura no Metro de São Paulo.
Em 2019, 5 anos depois do lançamento, as vendas chegaram em 7 000 exemplares.
Em 2021, a primeira edição do livro estava esgotada.

### 2015: The Noite, Teatro e estreia como ator na TV e Cinema
No início do ano, foi noticiado que o humorista estava gravando com o elenco do talk-show The Noite com Danilo Gentili. Logo após, foi confirmada através do twitter do próprio apresentador, Danilo Gentili, sua contratação pelo programa. Dias depois, a notícia foi desmentida se tratando apenas de uma brincadeira de amigos. A brincadeira gerou a replicação da fake news em diversos sites e blogs. O humorista chegou a ser criticado por sua "apagada" atuação no programa que se tratou apenas de uma aparição onde foi devorado pelo elenco do programa.
Apesar de sua formação como ator, passou a desempenhar este papel apenas neste ano com a estreia do sitcom Aí Eu Vi Vantagem do canal Multishow e Carrossel - O Filme nos cinemas. Sua atuação no filme foi elogiada.
| “ | O humorista Oscar Filho está irreconhecível no papel de Gonzalito, um dos vilões da trama. | ” |

O ator dispensou dublê nas filmagens de Carrossel - O Filme.

Neste ano, também esteve em cartaz em São Paulo com a peça premiada Caros Ouvintes, de Otávio Martins. O Portal Pepper escreveu:
| “ | O destaque fica por conta de Oscar Filho que possui ótimas sacadas de humor sem cair nas armadilhas do stand up comedy, já que o ator é expert na arte do improviso. | ” |

### 2016 a 2018: Globo, Discovery, Multishow e Record
Em 2016, fez sua estreia na Globo, no programa Tá no Ar e no Discovery Channel no programa Desafio Celebridades levando uma camisinha para sobreviver na floresta. Logo depois, ainda no canal Multishow, deu início à primeira de quatro temporadas do sitcom Xilindró, além de lançar Carrossel 2 - O Sumiço de Maria Joaquina nos cinemas.
No mesmo ano, rodou o longa Jogos Clandestinos e tingiu o cabelo para interpretar o personagem Pangaré. Foi impedido de entrar em seu condomínio por não ser reconhecido.
Em 2018, o humorista voltou para a TV aberta na RecordTV participando da quarta temporada do programa Dancing Brasil.

### 2019: Programa da Maisa

#### TV
Em fevereiro de 2019, foi contratado pelo SBT para co-apresentar o Programa da Maisa.  No programa, Oscar Filho ganhou o apelido de Unicórnio em alusão ao seu apelido no programa em que ficou nacionalmente famoso, o CQC. O programa estreou sua 1ª temporada no dia 16 de março de 2019, sendo exibido todos os sábados na faixa horária das 14h15, com programas de duração por volta de uma hora. O programa foi o primeiro lugar na audiência, além de ter sido o assunto mais comentado nos trending topics do twitter no Brasil e no mundo. Em apenas 24 horas, o programa passou de 1,2 milhão de visualizações na internet.
A participação de Oscar Filho foi elogiada e destacada pela audiência e por jornalistas como Henrique Carlos, do site Observatório da Televisão, que escreveu:
| “ | Um outro ponto alto foi Oscar Filho, que serviu como uma espécie de assistente de Maísa. Ele fez esquetes com a apresentadora e fez pontuações que ficaram ótimas. | ” |

O Jornal Extra destacou a escolha do humorista para o programa:
| “ | A escolha de Oscar Filho somou bem à versatilidade dela. | ” |

O jornalista Neuber Fischer escreveu:
| “ | Ao lado de Maisa, Oscar Filho, um mestre do stand up, complementa o ‘time’ humorístico do talk show. Ele oferece para a apresentadora o suporte necessário para ela brilhar, sem que ele seja ofuscado. Pelo contrário, especialmente nas esquetes apresentadas no Programa da Maisa, ele arrasa com seu jeito engraçado. Seus trejeitos nos remete, inclusive, a grandes gênios da comédia como Golias. | ” |

Em abril, entrevistaram o atleta jamaicano Usain Bolt, sendo a primeira entrevista internacional do programa. Devido ao sucesso de anunciantes e audiência, foi cogitado que o programa fosse diário em 2020. O programa foi a atração mais comentada da América Latina em março de 2019.
Disse que a proposta de trabalho no SBT foi a melhor que já recebeu.
Em julho, quatro meses após a estreia, o programa manteve vice-liderança e alcançou 32 milhões de telespectadores. Em setembro, o programa se manteve como vice-líder.
Vinculado ao Programa da Maísa na internet, o humorista apresenta o StalkShow na página oficial do com a presença de influenciadores digitais além de apresentar o quadro Pergunte ao Unicórnio em parceria com mesmos patrocinadores do programa na TV.
Oscar Filho foi considerado um dos maiores talentos do humor no Brasil pelo jornalista Andreh Ponttez do site Coluna da TV:
| “ | Além de ser um dos artistas mais talentosos do país, é muito querido pelo público, sempre carismático, muito autêntico, entra para a história como um dos grandes nomes do humor do país. | ” |

#### Stand-up Comedy
No começo do ano, reestreou, pelo 11º ano consecutivo, seu show solo de stand-up comedy, Putz Grill..., além de também estar em cartaz com a Cia do Stand-up no teatro.
Em junho, participou do mega show realizado pelo Risadaria no Allianz Parque para 5 mil pessoas além de participar dos show gratuitos promovidos pelo festival.
Em agosto ficou em cartaz no Teatro Martins Penna no programa de revitalização da cultura promovido pela Prefeitura de São Paulo.
No dia 17 de agosto, fez a pré-estreia do seu novo solo de stand-up em sua cidade natal, Atibaia, em duas apresentações no Galpão 27, da Incubadora da Artístas no 5°  Festival Cobertor de Orelha.
Em outubro, participou pelo terceiro ano do Festival de Humor do Teatro MorumbiShopping com dois espetáculos diferentes.

### 2020: Novo solo destand-up comedye fim do Programa da Maisa

#### Stand-up Comedy
No dia 7 de março, o humorista estreou seu novo solo de stand-up chamado Alto - Biografia Não Autorizada no Teatro Itália, em São Paulo. Em entrevista para Danilo Gentili, declarou que o show é baseado em seu livro quase homônimo e que era mais fácil fazer piadas quando tinha uma vida menos confortável. O solo teve apenas uma apresentação sendo forçado a sair de cartaz por conta da pandemia do COVID-19.
Em outubro, junta-se a Danilo Gentili e Diogo Portugal no projeto Stand-up Raiz em cartaz semanalmente em São Paulo.
Participou da 16ª edição do Risorama, o festival de humor mais tradicional do país.
Sobre seu segundo solo de stand-up e ser humorista, declarou:
| “ | Eu ouso dizer que todo humorista vai atrás de problema justamente para contar em cima do palco. Todo humorista de stand-up, quando vê um problema, vai atrás porque vai gerar uma boa história. Mais do que ver a vida com bom humor, é uma necessidade quase que orgânica. Se eu tenho um caminho fácil e um difícil, eu vou pelo difícil. | ” |

#### TV
Além de continuar como integrante fixo da quarta temporada da série Xilindró, no Multishow, continuou como co-apresentador do Programa da Maisa até o fim do mês de outubro, quando foram anunciados a não renovação do contrato da apresentadora Maisa Silva com o SBT e o fim do programa. A emissora chegou a anunciar que pretendia aproveitar o artista, mas ele foi dispensado algumas semanas depois. O humorista gravou um vídeo falando sobre a demissão onde afirmou que a relação com a emissora é boa. Em menos de dois anos de programa, venceu 6 prêmios dos 7 que foi indicado.

### 2021: Temporada de Cruzeiros
Além de reestrear seu novo solo de stand-up Alto - Biografia não Autorizada interrompido por conta da pandemia no fim de 2021, Oscar Filho foi o primeiro humorista brasileiro a fazer shows de stand-up comedy semanalmente em um navio de cruzeiros na costa brasileira pela empresa Costa no navio Costa Diadema na temporada 2021-2022.

### 2022:Streaming, Álbum deStand-up Comedy, Vinhos e Cinema

#### Streaming
Entre maio e junho, participou das gravações do filme Escola de Quebrada com produção da Paramout+ e KondZilla.
Em junho começaram as filmagens da série infantil Marcelo Marmelo Martelo com produção da Paramount+.

#### Stand-up Comedy
Além de reestrear seu novo solo no teatro em maio, no dia 10 de junho, lançou Putz Grill... O Álbum, um álbum de stand-up comedy com seu primeiro solo de humor pela Cancel Records no My F. Comedy Club, em São Paulo.

#### Vinhos
Em agosto, lançou uma linha de vinhos, o Putos, junto com seus amigos do Stand-up Raiz, Danilo Gentili e Diogo Portugal.
No final de outubro, pouco mais de dois meses depois da importação dos vinhos, as vendas superaram as 40 mil garrafas no território nacional.

#### Cinema
Em outubro, estreou o filme Rir pra não Chorar, de Cibele Amaral, interpretando um ghost writer.

### 2023: Filme e série
Em março, estreou o filme Escola de Quebrada na Paramount+ onde Oscar Filho interpreta o inspetor Piu Piu, bem recepcionado pela crítica. Em setembro de 2024, o filme foi indicado ao Emmy Internacional 2024 na categoria Live-Action Infantil em setembro, apesar da produção não fazer mais parte do catálogo da Paramount+.
Em julho, estreou Marcelo Marmelo Martelo, série original da Paramount+ baseada na obra infantil de Ruth Rocha onde interpreta João Martelo, o pai do protagonista.
No mesmo mês, sua linha de vinhos Putos chegou à marca de 120 mil unidades vendidas.
Em outubro, apresentou seu solo de stand-up comedy Alto - Biografia Não Autorizada no evento de inauguração do Teatro Santa Cruz, localizado no Shopping Metrô Santa Cruz, na Vila Mariana em São Paulo.

## Atualmente
Está em cartaz com pelo segundo ano consecutivo com o show Stand-up Raiz com Danilo Gentili e Diogo Portugal semanalmente no My F. Comedy Club, em São Paulo e pelo terceiro ano consecutivo com seu solo de stand up Alto - Biografia Não Autorizada. Também se apresenta em turnê pelo país e faz participações em festivais.

## Filmografia

### Cinema
| Ano  | Título                                  | Personagem        | Direção                        | Produção                                                             | Notas                            | Ref.            |
| ---- | --------------------------------------- | ----------------- | ------------------------------ | -------------------------------------------------------------------- | -------------------------------- | --------------- |
| 2010 | José & Pilar                            | Ele mesmo         | Miguel Gonçalves Mendes        | Co-produção: Portugal, Espanha e Brasil                              | Documentário                     |                 |
| 2015 | Carrossel - O Filme                     | Gonzalito         | Alexandre Boury e Mauricio Eça | SBT Filmes, Televisa Cine, Paris Filmes, Downtown Filmes e RioFilme. | + de 2,5 milhões de espectadores | [ 205 ]         |
| 2016 | Carrossel 2: O Sumiço de Maria Joaquina | Gonzalito         | Mauricio Eça                   | O2 Filmes, Paris Filmes, RioFilme, SBT Filmes, Televisa Cine         | + de 2,5 milhões de espectadores | [ 206 ]         |
| 2022 | Rir Pra Não Chorar                      | Ghost Writer      | Cibele Amaral                  | 34 Filmes                                                            | Lançado em outubro               | [ 207 ] [ 208 ] |
| 2023 | Escola de Quebrada                      | Inspetor Piu Piu  | Kaique Alves e Thiago Eva      | Paramount+, KondZilla                                                | Lançado em março                 | [ 184 ] [ 209 ] |
| 2024 | Silvio                                  | Alberto Abravanel | Marcelo Antunez                | Moonshot Pictures, FJ Productions                                    | Lançado em setembro              |                 |

### Televisão
| Ano            | Título                         | Papel                      | Notas                   | Emissora                 | Ref.                            |
| -------------- | ------------------------------ | -------------------------- | ----------------------- | ------------------------ | ------------------------------- |
| 2008-2014      | CQC - Custe o Que Custar       | Repórter/apresentador      | 7 temporadas            | Band                     |                                 |
| 2009           | Meus Prêmios Nick              | Apresentador               |                         | Nickelodeon              | [ 210 ]                         |
| 2012           | Os Fatos Espetaculares de 2012 | Ator                       |                         | Band                     |                                 |
| 2013           | Stand-up Comedy                | Ele mesmo                  | Especial de humor       | Warner                   |                                 |
| 2015           | Favoritos do Público           | Ele mesmo                  | Especial de humor       | Comedy Central           | [ 211 ]                         |
| 2015           | Aí Eu Vi Vantagem              | O.J                        | 1ª temporada            | Multishow                | [ 212 ]                         |
| 2015           | The Noite com Danilo Gentili   | Entrevistado               |                         | SBT                      | [ 213 ]                         |
| 2016           | Tá no Ar: a TV na TV           | Fabinho Coen               | 3ª temporada            | Rede Globo               | [ 214 ]                         |
| 2016-2018/2020 | Xilindró                       | César                      | 4 temporadas            | Multishow                | [ 215 ] [ 216 ] [ 217 ] [ 218 ] |
| 2016           | Desafio Celebridades           | Ele mesmo                  | 1ª temporada            | Discovery Channel        | [ 219 ]                         |
| 2017           | Era Uma Vez Uma História       | Bigode                     | Série documental        | Band                     | [ 220 ] [ 221 ]                 |
| 2017           | Programa do Porchat            | Entrevistado               |                         | RecordTV                 | [ 222 ]                         |
| 2018           | Dancing Brasil                 | Ele mesmo                  | 4ª temporada            | RecordTV                 | [ 223 ]                         |
| 2019-2020      | Programa da Maisa              | Co-apresentador            | 2 temporadas            | SBT / FOX Channel Brasil | [ 224 ] [ 225 ]                 |
| 2019           | Bake Off SBT 3                 | Participante               | 3ª temporada            | SBT                      |                                 |
| 2020           | The Noite com Danilo Gentili   | Entrevistado               |                         | SBT                      |                                 |
| 2021           | Que História é Essa, Porchat?  | Entrevistado               | 3° Programa             | GNT                      | [ 226 ]                         |
| 2021           | The Noite com Danilo Gentili   | Imitação de Rafinha Bastos | Programa de aniversário | SBT                      | [ 227 ]                         |
| 2023           | Marcelo Marmelo Martelo        | João Martelo               | Série infanto-juvenil   | Paramount+ e Nickelodeon | [ 228 ] [ 229 ]                 |

### Internet
| Ano             | Programa                         | Papel        | Plataforma                                             | Ref. |
| --------------- | -------------------------------- | ------------ | ------------------------------------------------------ | --- |
| 2008 - presente | Canal Oscar Filho                | Apresentador | YouTube                                                | |
| 2008            | Jonnie Vai Fundo                 | Apresentador | Vídeos de Stand-up para a Jontex                       | [ 230 ]                                                                                                 |
| 2009            | Churraskeiro                     | Apresentador | Vídeos de Stand-up para a vodca Smirnoff Caipiroska    | [ 231 ] [ 232 ]                                                                                         |
| 2010            | As Olívias - Namorada Delivery   | Namorado     | YouTube                                                | |
| 2012-2013       | CQC 3.0                          | Apresentador | Veiculado no site do programa CQC                      | [ 233 ]                                                                                                 |
| 2012            | Apenas Cães                      | Ele mesmo    | Vídeo viralizado no mundo inteiro imitando um cão.     | [ 234 ] [ 235 ] [ 236 ] [ 237 ] [ 238 ] [ 239 ] [ 240 ] [ 241 ] [ 242 ] [ 243 ] [ 244 ] [ 245 ] [ 246 ] |
| 2015            | Põe na Roda - Menino ou Menina?! | Marido       | YouTube                                                | |
| 2016            | Englishtown Live                 | Apresentador | Reality show - 5 episódios                             | [ 247 ]                                                                                                 |
| 2016            | Buscapé - Dia das Mães           | Apresentador | Veiculado no site da empresa                           | |
| 2016            | Buscapé - Black Friday ao vivo   | Apresentador | 3 prêmios no DMA International ECHO® Awards            | [ 248 ] [ 249 ] [ 250 ]                                                                                 |
| 2017            | SulAmérica Auto                  | Apresentador | Vídeos de Stand-up                                     | [ 251 ]                                                                                                 |
| 2017            | Buscapé - Dia do Consumidor      | Apresentador | Premiado pelo DMA International ECHO® Awards           | [ 252 ] [ 253 ]                                                                                         |
| 2017            | Parafernalha - Episódio: Obra    | Pedestre     | YouTube                                                | |
| 2017            | Novo Buscapé                     | Ator         | Nova campanha da marca: TV e internet                  | [ 254 ]                                                                                                 |
| 2017            | Buscapé - Black Friday ao vivo   | Apresentador | Veiculado no site da empresa                           | |
| 2018            | Buscapé - Dia do Consumidor      | Apresentador | Veiculado no site da empresa                           | |
| 2019            | Stalkshow                        | Apresentador | Talk show vinculado ao Programa da Maisa               | |
| 2019            | Pergunte ao Unicórnio            | Apresentador | Conteúdo vinculado ao Programa da Maisa                | |
| 2020            | Cerimônia do Ôscar               | Apresentador | Conteúdo vinculado ao Instagram do SBT                 | [ 255 ] [ 256 ] [ 257 ] [ 258 ] [ 259 ]                                                                 |
| 2020            | Programa do Oscar                | Apresentador | Facebook Watch                                         | |
| 2022            | Live Experience LG               | Apresentador | Youtube, Instagram e Facebook                          | [ 260 ]                                                                                                 |
| 2025            | Canal do Paulo Mathias           | Colunista    | Youtube, Instagram, Facebook, X, Threads, TikTok, Kwai | [ 261 ]                                                                                                 |

## Rádio
| Ano  | Título                     | Notas              | Emissora                | Ref.    |
| ---- | -------------------------- | ------------------ | ----------------------- | ------- |
| 2014 | A Curva do Rio             | Radionovela - Ator | EDP Bandeirante         | [ 262 ] |
| 2015 | Eu Sempre Quis Fazer Rádio | Apresentador       | Rádio Globo - São Paulo |         |

## Álbuns deStand-Up Comedy
| Ano  | Título                  | Notas     | Gravadora      | Ref.    |
| ---- | ----------------------- | --------- | -------------- | ------- |
| 2022 | "Putz Grill... O Álbum" | Humorista | Cancel Records | [ 263 ] |

## Stand-up Comedy

### Grupos e Festivais
| Ano             | Título                                      | Categoria         | Elenco                                                                                                 | Ref.            |
| --------------- | ------------------------------------------- | ----------------- | --- | --------------- |
| 2005-2012       | Clube da Comédia Stand-Up                   | Grupo             | Oscar Filho Marcelo Mansfield Rafinha Bastos Marcela Leal Márcio Ribeiro Danilo Gentili Diogo Portugal | [ 264 ]         |
| 2007-2008       | Circuito Bavaria Premium                    | Grupo             | Oscar Filho Danilo Gentili Fábio Rabin                                                                 | [ 265 ]         |
| 2009-2019       | Risadaria                                   | Festival de Humor | Vários                                                                                                 | [ 266 ] [ 267 ] |
| 2012            | 1 Banquinho para 3                          | Grupo             | Marcelo Tas Marco Luque Serginho Groisman Marlei Cevada Marcelo Marrom                                 | [ 268 ]         |
| 2012-2013       | Virada Cultural Paulista                    | Festival de Humor | Vários                                                                                                 | [ 269 ] [ 270 ] |
| 2017-2020       | Cia do Stand-up                             | Grupo             | Oscar Filho Tiago Carvalho Guto Andrade Gustavo Pompiani                                               | [ 271 ]         |
| 2019            | Festival de Humor do Teatro MorumbiShopping | Festival de Humor | Oscar Filho                                                                                            | [ 272 ]         |
| 2020-atualmente | Stand-up Raiz                               | Grupo             | Oscar Filho Danilo Gentili Diogo Portugal                                                              | [ 171 ]         |

### Solos
| Ano             | Título                          | Categoria | Elenco      | Ref.            |
| --------------- | ------------------------------- | --------- | ----------- | --------------- |
| 2008-2019       | Putz Grill...                   | Solo      | Oscar Filho | [ 273 ] [ 274 ] |
| 2019-atualmente | Alto - Biografia Não Autorizada | Solo      | Oscar Filho | [ 275 ] [ 276 ] |

## Teatro
| Ano       | Peça                          | Personagem         | Autor                           | Diretor         | Ref.    |
| --------- | ----------------------------- | ------------------ | ------------------------------- | --------------- | ------- |
| 1997      | Cristóvão Colombo             | Cristóvão Colombo  | Oficina dos Menestréis          | Deto Montenegro |         |
| 1997      | Good Morning São Paulo        | Vários             | Oficina dos Menestréis          | Deto Montenegro |         |
| 2001-2003 | A Matéria dos Sonhos          | Lucas              | Fábio Torres                    | Fábio Torres    |         |
| 2001      | Toda Nudez Será Castigada     | Herculano/Patrício | Nelson Rodrigues                | Inês Aranha     |         |
| 2002      | A Importância de ser Prudente | Prudente           | Oscar Wilde                     | Inês Aranha     |         |
| 2002-2005 | OsCretinos                    | Vários             | Criação Coletiva                | OsCretinos      |         |
| 2002      | Terça Insana                  | Vários             | Criação Coletiva                | OsCretinos      |         |
| 2003      | As Bruxas de Salem            | John Proctor       | Arthur Miller                   | Francisco Gomes |         |
| 2004      | A Serpente                    | Décio              | Nelson Rodrigues                | Cris Urbinatti  |         |
| 2010      | Zappiada                      | —                  | Raphael Veles e Fábio Silvestre | Oscar Filho     | [ 277 ] |
| 2015-2016 | Caros Ouvintes                | Eurico Mazarelli   | Otávio Martins                  | Otávio Martins  | [ 278 ] |

## Literatura
Em 2010, escreveu o prefácio do livro E Se O Stand-Up Virasse Livro, de Maurício Meirelles.
Em 2011, escreveu uma coluna semanal de humor para o site Guia da Semana.
Em 2025, é colunista do site Não é Imprensa.
| Ano  | Título                               | Edição | Editora       | Gênero | Nº de págs. | I.S.B.N       | Ref                     |
| ---- | ------------------------------------ | ------ | ------------- | ------ | ----------- | ------------- | ----------------------- |
| 2006 | Audiolivro Clube da Comédia Stand-up | 1      | Nossa Cultura | Humor  | CD          | 859858021-X   | [ 282 ]                 |
| 2014 | Autobiografia Não Autorizada         | 1      | Benvirá       | Humor  | 288         | 9788582400999 | [ 283 ] [ 284 ] [ 285 ] |

## Vinhos
| Ano  | Nome  | Tipo                 | Ref     |
| ---- | ----- | -------------------- | ------- |
| 2022 | Putos | Tinto, Branco e Rosé | [ 286 ] |

## Fotografia
O hobby do humorista é fotografar. Teve algumas fotos em revistas e exposições.
| Ano  | Exposição                                                | Ref             |
| ---- | -------------------------------------------------------- | --------------- |
| 2013 | 3º Festival de Fotografia de Tiradentes                  | [ 289 ] [ 290 ] |
| 2013 | Exposição Cultura Ímpar SP                               | [ 291 ]         |
| 2016 | 3º BIT! Festival de Fotografia da Incubadora de Artistas | [ 292 ]         |
| 2017 | Revista NoMirror #07                                     | [ 293 ]         |

## Prêmios e indicações

### Humorista
| Ano  | Prêmio            | Categoria          | Indicação   | Resultado | Ref. |
| ---- | ----------------- | ------------------ | ----------- | --------- | ---- |
| 2009 | Meus Prêmios Nick | Humorista Favorito | Oscar Filho | Indicado  |      |

### Literatura
| Ano  | Prêmio                                      | Categoria | Indicação | Resultado | Ref.    |
| ---- | ------------------------------------------- | --------- | --------- | --------- | ------- |
| 1996 | 12º Concurso de Contos e Poesias de Atibaia | Contos    | O Baú     | Venceu    | [ 294 ] |

### Stand-up Comedy
| Ano  | Prêmio                           | Categoria              | Indicação     | Resultado | Ref.    |
| ---- | -------------------------------- | ---------------------- | ------------- | --------- | ------- |
| 2011 | 10º Prêmio Jovem Brasileiro      | Melhor Stand-up Comedy | Putz Grill... | Venceu    | [ 295 ] |
| 2018 | UOL - Melhores do Teatro de 2017 | Melhor Stand-up Comedy | Putz Grill... | Venceu    | [ 296 ] |

### Ator
| Ano  | Prêmio                                 | Categoria                   | Filme                                   | Resultado | Ref.    |
| ---- | -------------------------------------- | --------------------------- | --------------------------------------- | --------- | ------- |
| 2016 | 15° Grande Prêmio do Cinema Brasileiro | Melhor ator                 | Carrossel: O Filme                      | Indicado  | [ 297 ] |
| 2017 | 16° Grande Prêmio do Cinema Brasileiro | Melhor ator                 | Carrossel 2: O Sumiço de Maria Joaquina | Indicado  | [ 298 ] |
| 2024 | Emmy Internacional 2024                | Melhor Live-Action Infantil | Escola de Quebrada                      | Indicado  | [ 299 ] |

### CQC - Custe o Que Custar
| Ano  | Prêmio                             | Categoria                   | Resultado                         | Ref.    |
| ---- | ---------------------------------- | --------------------------- | --------------------------------- | ------- |
| 2008 | Prêmio APCA                        | Melhor programa humorístico | Venceu                            | [ 300 ] |
| 2008 | Prêmio Contigo                     | Programa humorístico        | Venceu                            | [ 301 ] |
| 2008 | Prêmio About Mídia                 | —                           | Venceu                            |         |
| 2008 | Prêmio Arte Qualidade Brasil       | Programa humorístico        | Venceu                            | [ 302 ] |
| 2008 | Prêmio Tudo de Bom! (Jornal O Dia) | —                           | Venceu                            |         |
| 2008 | Prêmio Extra de Televisão          | Melhor humorístico          | Indicado                          |         |
| 2009 | Troféu Imprensa                    | Melhor programa humorístico | Venceu                            | [ 303 ] |
| 2009 | Prêmio Arte Qualidade Brasil       | Programa humorístico        | Venceu                            | [ 304 ] |
| 2009 | Prêmio Extra de Televisão          | Melhor Humorístico          | Venceu                            |         |
| 2009 | Prêmio Contigo                     | Programa humorístico        | Venceu                            | [ 305 ] |
| 2010 | Troféu Imprensa                    | Melhor programa humorístico | Venceu (junto com o Pânico na TV) | [ 306 ] |
| 2010 | Prêmio Arte Qualidade Brasil       | Melhor programa humorístico | Venceu                            | [ 307 ] |
| 2010 | Prêmio Extra de Televisão          | Melhor humorístico          | Indicado                          |         |
| 2011 | Troféu Imprensa                    | Melhor programa humorístico | Venceu (junto com o Show do Tom)  | [ 308 ] |
| 2011 | Prêmio Extra de Televisão          | Melhor humorístico          | Indicado                          | [ 309 ] |
| 2011 | Prêmio Arte Qualidade Brasil       | Melhor programa humorístico | Venceu                            | [ 310 ] |
| 2012 | Troféu Imprensa                    | Melhor programa humorístico | Venceu (junto com o Pânico na TV) | [ 311 ] |

### Programa da Maisa
| Ano  | Prêmio                  | Categoria                       | Resultado | Ref.    |
| ---- | ----------------------- | ------------------------------- | --------- | ------- |
| 2019 | Meus Prêmios Nick       | Programa de TV Favorito         | Venceu    | [ 312 ] |
| 2019 | Prêmio Jovem Brasileiro | Melhor Programa                 | Venceu    | [ 313 ] |
| 2019 | Prêmio Contigo!         | Melhor Programa Infanto-Juvenil | Venceu    | [ 314 ] |
| 2020 | Meus Prêmios Nick       | Programa de TV Favorito         | Indicado  | [ 315 ] |
| 2020 | Prêmio Jovem Brasileiro | Melhor Programa                 | Venceu    | [ 316 ] |
| 2020 | Prêmio F5               | Melhor Programa de Variedades   | Venceu    | [ 317 ] |
| 2020 | Prêmio Contigo!         | Melhor Programa infanto-juvenil | Venceu    | [ 318 ] |